# 多美 (公司)
多美股份有限公司，在日本名稱株式会社特佳麗多美（日语：／ Kabushikigaisha takara tomī） ，是一家以生產兒童玩具為主要業務的日本娛樂公司。 它是在2006年3月1日由兩家公司合併創建而成：多美（Tomy，成立於1924年，原名Tomiyama，在1963年改名）和其長期競爭對手特佳麗（Takara，成立於1955年）。

## 公司名稱及歷史
該公司名稱「TOMY」是源自於當時主要出口國美國也通用的創業者的姓氏「富山」而來。該公司以製造商為起點，與從批發商起家的同業萬代相比在物流方面雖然處於劣勢，但在技術層面上則擁有較多的長處。在業界之中，身為製造批發商（指不擁有本身的工廠，將成品製造承包給其他製造商，其後再將成品冠上品牌販售的公司）的萬代與作為製造商的TOMY有著明顯的區別。
坐擁玩具業界最大商品開發陣容，且被認為是「技術專家」的第三代社長─富山貫太郎已經解散了開發團隊。雖然技術能力高但是由於以製造者的意見為主的關係，使公司成為難以輕鬆經營的體制。而富山幹太郎的目標便是要讓公司成為能像萬代一樣輕鬆經營的體制。
在商品戰略方面與萬代同樣重視角色類玩具。在這個方針下製作出『絕對無敵雷神王』這一系列的商品。可是，繼承的作品『熱血最強』雖然商品開發陣容擁有高水準但是商品發售比節目還要慢，因此造成商品上市後乏人問津。
但是由於神奇寶貝奇跡似的大受歡迎，一下子就吹起一股潮流。從1980年代開始就是玩具業界的第3名，而同業TAKARA在開發神奇寶貝之後，於1997年度上升到第2名。這個時期神奇寶貝相關商品銷售佔了業界的將近一半，一口氣增加數倍，而神奇寶貝是用了迅速且富彈性的經營體系來獲得的。
在這之後，雖然名次下降到第三名，但由于对手TAKARA的战斗陀螺的風行與神奇寶貝的退潮，使TOMY于2001年回到第2名的位置，隨著战斗陀螺的失敗使TAKARA經營不善陷入困境，遂與TOMY合併。TOMY為延續公司，新公司的名字在日本叫「TAKARATOMY」，海外及英文名稱則維持「TOMY」。
與TAKARA合併成立TAKARATOMYー在玩具業界中保有第二名的地位，但仍然比企業規模採多方經營的萬代遜色許多。但是單以玩具模型方面來看，雙方不相上下，在現在日本玩具業界中激烈的競爭仍不斷的持續著。
TOMY作為玩具的製造中心提倡「出口玩具工廠住宅區」，並在櫪木縣下都賀郡壬生町建造了「玩具住宅區」。雖然曾有類似的據點存在，但在日幣的升值及中國產玩具的打壓之下於1996年撤銷了。
而現在，TOMY作為東京迪士尼樂園及東京迪士尼海洋的官方贊助企業，同時也負責生產販售迪士尼公司旗下的商品。

## 公司沿革
- 1924年 富山榮市郎於西巢鴨開創富山玩具製作所。
- 1925年 搬至本所區太平町。
- 1927年 搬至向島區寺島町。設立合資公司富山工場。
- 1933年 於富山工場設置玩具研究部。
- 1941年 於葛飾區立石設立太陽木工場。
- 1945年 廢除寺島的工場於立石的工場統合運作裝置。
- 1949年 富山工場恢復運作。
- 1951年 大型的摩擦玩具「B29」大受歡迎。
- 1952年 將富山工場改名為合資公司的三陽玩具製作所。
- 1953年 將三陽玩具製作所改組並設立三陽工業有限股份公司。
- 1957年 設置樹脂玩具設計部門。
- 1959年 獨立營業部門並設立富山商事股份有限公司。鐵路模型「プラレール」的起源「プラスチック汽車・レールセット」發售。
- 1963年 由三陽工業股份有限公司更名為TOMY-工業股份有限公司，而富山商事股份有限公司則更名為TOMY-股份有限公司。
- 1964年 成立大阪辦事處。
- 1965年 在玩具小鎮開始了壬生辦公處的作業。
- 1966年 設立TOMY-住宅中心。
- 1967年 皇太子殿下至壬生辦公處視察。
- 1968年 公司本部發生火災。
- 1969年 於東京都葛飾區立石新建公司本部。
- 1970年 於香港成立了以製造為主的子公司TOMY(HONG KONG)LTD。同年發售壓鑄小汽車Tomica。
- 1972年 成立TOMY-新加坡。
- 1973年 於美國成立TOMY-集團。
- 1974年 富山榮市郎及富山允就分別就任為董事會董事長及董事會總經理並成立消費者中心。
- 1975年 發售黑鬍鬚危機一髮。以及小型模擬遊戲口袋伴侶（此遊戲發售至1984年為止）
- 1976年 發行「TOMIX」品牌的鐵道模型
- 1977年 在東京都葛飾區立石新建總公司
- 1980年 在開發本部設置研究無障礙玩具的研究室，開始開發無障礙玩具
- 1981年 TOMY在加拿大設立分公司
- 1982年 在英國設立子公司TOMY UK LTD.開始發售16位元電腦「ぴゅ太」（PYU U TAI）
- 1983年 成為東京迪士尼樂園官方贊助企業。發售「zoido」。
- 1985年 在法國成立子公司TOMY FRANCE SARL
- 1986年 Tomyxu流通服務有限公司成立。koreko公司出售Tomy股份有限公司和位於加拿大的Tomy。
- 1987年 在泰國成立子公司TOMY (THAILAND)LTD.
- 1988年 在東京都葛飾區立石設立子公司「ユージン」（YUJIN）
- 1989年 從koreko買回北美銷售權。吸收合併銷售子公司的舊股份有限公司湯米（富山商事股份有限公司），變更商號為股份有限公司Tomy。
- 1990年 櫪木縣下都賀郡壬生町成立湯米興產股份有限公司，Tomy轉化股份有限公司。
- 1991年 新加坡工廠停止生產
- 1994年 在東京都葛飾區立石設立U-mate股份有限公司、TCC股份有限公司、Tomnic股份有限公司
- 1995年 取得玩具批發商P&P全部股份。在東京葛飾區四木設立子公司Tomy-interacitive。開設TD2studio。
- 1996年 在東京葛飾區四木設立Engineering service(TSE)。在栃木線下都賀郡壬生町設立TOMYTEC股份有限公司。在千葉縣流山市野野下設立U-ACE。在東京葛飾區四木設立TOMY-Systems design。
- 1997年 在日本證券業協會將股票登錄。在東京都葛飾區設立Play Kingdom股份有限公司。
- 1998年 在美國設立Tomy Corporation。
- 1999年 東征2部上市。在美國成立Tomy Yujin Corporation。與美國的玩具製造商Hasbro合作。
- 2000年 東征一部上市。
- 2001年 鐵道模型品牌「TOMIX」製造販賣，子公司TOMYTEC轉移管理（發售之後延續TOMY）。TES·TOMNIC·TCC合併。設立TOMY Development Ceter。設立Heartland。
- 2003年 設立GolwTeeInternational、TOMYgeneral Service、TOMYLINK股份有限公司。
- 2004年 在英國設立TOMY YUJIN EUROPE LTD.子公司。在中國設立TOMY(SHENZHEN)LTD、TOMY(SHANGHAI)LTD.子公司。設立OMNICAL股份有限公司。
- 2006年 3月1日和TAKARA合併，商標變更為「TAKARATOMY」。英文標記依然是TOMY。

## 商品史
- 1951年 製作大型摩擦模型美國爆撃機「B-29」引發熱潮
- 1953年「CHAMPION MIDGET RACER」發售
- 1956年「シャボン玉を吹く象」發售。隔年的ニューヨーク・トイフェア也成為大熱門商品
- 1959年「スカイピンポン」發售。爆發性的大熱賣。當時很珍貴的電視CM「プラスチック汽車・レールセット」也發售。プラレール的前身用手轉動就可以玩
- 1961年「電動プラ汽車セット」發售、系列名稱為「プラレール」
- 1964年「縦溝式」聲音系統的開發、使用完成的トーキングユニット製成「お話ミコちゃん」、「お話電話」引發熱潮、獨佔了玩具市場
- 1965年「R/Cスニッフィドッグ」、「コインボックス」發售，12月 附交通傷害保險的玩具開始販賣
- 1967年「マジックスカイレール」發售。於昭和43年「マジックスカイレール」的製造技術輸出給英國最大的玩具工廠ラインズ・ブラザース社，9月 メカニック系列（トレーン、ブルドーザー、ミキサー）發售。於昭和43年12月「メカニックシリーズ」和「マジックスカイレール」業界的毎日産業設計賞獎勵賞受賞。於昭和44年10月「メカニックシリーズ」玩具大賞創意賞部門和設計賞部門等大賞受賞
- 1969年「ロボット大回転」發售可歩行、転倒、倒立回轉等的連續動作引發大人氣及熱潮
- 1970年8月 合金製的國產小汽車「Tomica」6種車種發售去時的表現出車子的特點的固定商品
- 1971年「トミカビル」（立體停車場模型）「パンチアウトボーリング」等小型汽車系列發售
- 1972年「トミカパーキング」、「ダンディ」、「サイクリングユッコちゃん」、「スーパーレ－ル」發售
- 1974年「パックマン貯金箱」、「ふろっ子」、「グランプリサーキット」發售
- 1975年「黒鬍鬚危機一發」發售「ハラハラドキドキ運だめしゲーム」的決定版隔年在電視節目「ドレミファドン」 中被使用，因此成為大熱門商品。「メロディポッポ」、「ポケットメイト」也大熱賣

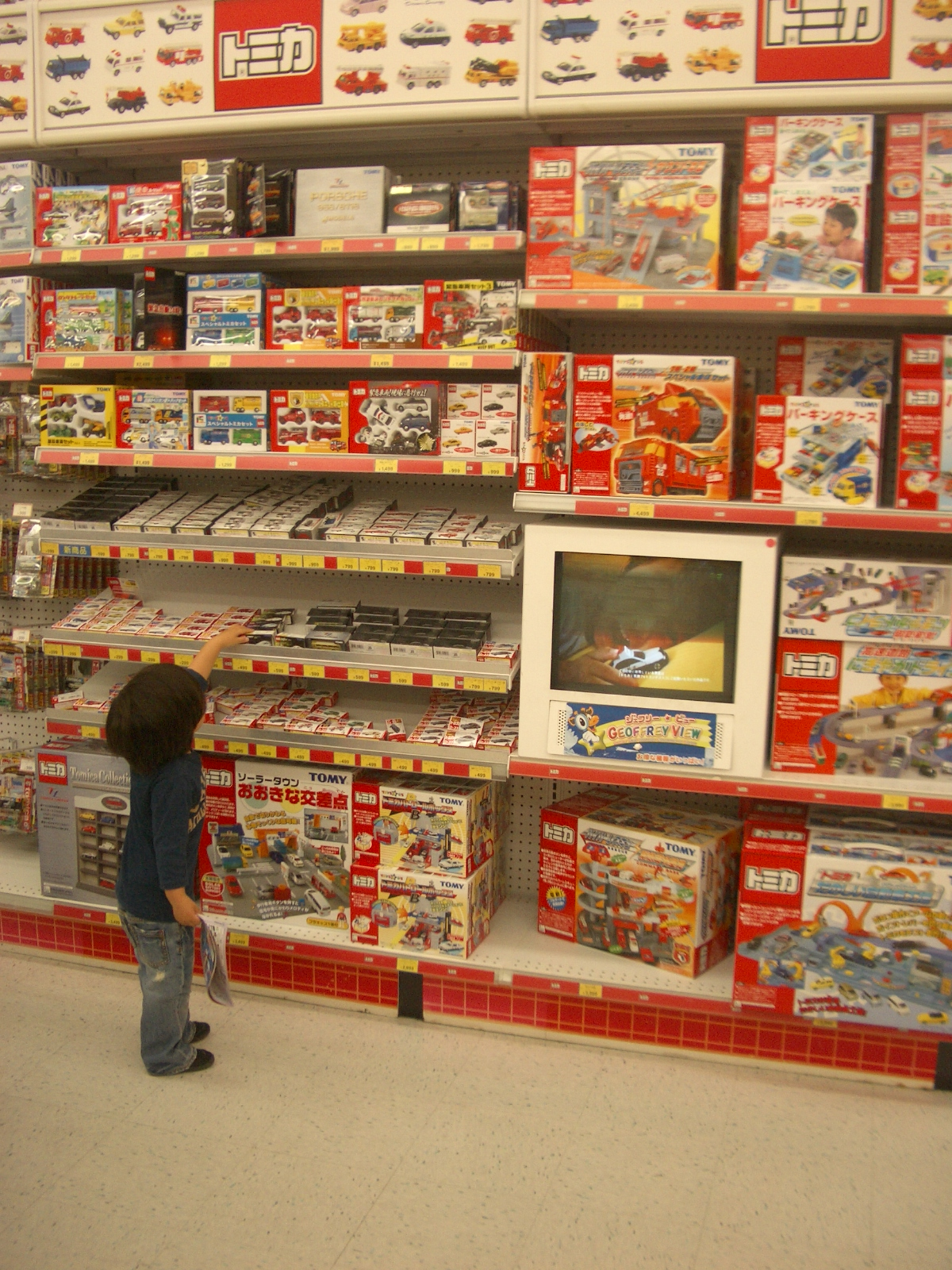
Tomica

- 1976年「ウォーターゲーム」發售，隔年獲得全世界人氣商品的美國第一人氣商品「パックマンゲーム」、「あみっこ」、「ボーンフリー」發售。6月 Tomica生產台數超過一億台，11月 「N軌鉄道模型 TOMIX」開始發售
- 1977年 エレメカゲーム「ブリップ」、「ビッグローダー」、「アイゼンボーグ」發售，4月 TOMY的「TV・FUN401」電視遊樂器開始發售
- 1978年「ブラックレーサー」發售，在短時間之內，發售一百萬個，成為人氣商品
- 1979年 Tomica生產台數超過二億台，「アトミックピンボール」、「アスレチックランドゲーム」、「ちっちゃな仲間たち」發售
- 1980年「空気エンジンスーパーA」、LSIゲーム「スリムボーイ」發售
- 1981年 LSIゲーム「パックマン」、「ウォッチマンゴルフ」、「UNO」在國內發售
- 1982年「キングマン」、「スクランブル」等投入市場，領導電子遊戲市場，8月 電視遊戲功能付個人電腦「ぴゅう太」發售。得到57年日經年間優秀製品賞的日經流通新聞最優秀賞。編織機「おりひめ」和「あむあむ」發售
- 1983年 索斯機械獸系列「ビガザウロ」、「ドライビングターボ」、「ビーズマジック」發售，11月 語音識別機器人「KIKUZO」發售
- 1984年「ボボイド」、ゾイド「ゴジュラス」「レンズマン」發售。Tomica總生產數超過3億台，9月 多功能機器人「オムニボット」發售，形成熱門話題。得到60年日經年間優秀製品賞的日經產業新聞賞
- 1985年 索斯機械獸「アイアイコング」、「サラマンダー」發售
- 1986年「トミカデラクッス建設ごっこ」、「ふあふあわたあめ」ゾイド「ウルトラザウルス」發售
- 1987年 パームペット・シリーズ「手のひらピピ」發售，受到女性的大好評。得到63年日経·年間優秀製品賞優秀賞受賞。「赤外線光線銃サバイバーショット」、ゾイド「デスザウラー」、「水鉄砲　風雲たけし城」發售
- 1988年 索斯機械獸「マッドサンダー」「びっくるんバフルセット」「ボイスチェンジャー」ラジコンプラレール「ぼくが運転するスーバーひかり号セット」「モコりんベン」發售
- 1989年「アメリカ横断ウルトラクイズ」、「Tomica未來緊急基地」、「モノポリー」、索斯機械獸「ギルベイダー」、「拳闘士」、JOUJOUシリーズ「わたしはバイオリン」發售
- 1990年 家庭用電視遊樂軟體加入「GBゾイド伝説」、索斯機械獸「キングゴジュラス」、「タップダンススニーカー」、JOUJOU「自動販売機」發售
- 1991年「チャーG」、「無敵合体ライジンオー」、「グレート　コンボイ」、「Zナイト」發售
- 1992年 Plarail「湯瑪士小火車」、「元気爆発ガンバルガー」「おしゃべりあいうえお」、「マジカル頭脳パワー」、「ラジっこレーサー」、「しーこっこ」系列發售
- 1993年 「熱血合体ゴウザウラー」、「るるる学園お電子手帳」、「B/Oトミカ　ドライブセット」、「フルマラソン」、「G/B 幽遊白書」、「闘剣士バトルソード」發售
- 1994年 「ダウンタウンヒーロー」、「未来特急希望號」、「R/Cトミカトレーラー」、「テレビテディ」、SFC「ミッキーの東京ディズニーランド大冒険」、「電光快車俠」系列發售
- 1995年 「私はマンガ家　スララ」、「おなまえ　おしゃべりあいうえお」、PS「闘魂烈伝」、「トミカ建設メガトンローダー」、「ラップル」、「愛天使ウエディングピーチ」、忍空系列發售
- 1995年12月 網路線上遊戲「バーチャル黒ひげ危機一発」開始
- 1996年 CDROM「デジタルトイズ黒ひげ危機一発」、「マキバオーおしゃべりぬいぐるみ」、「トミカ緊急レッドレスキュー」、「キッズEL　プリンシー」、「シールメーカーセラ」、「こどものおもちゃポラロイドカメラ」、「デジタルプラレール」發售
- 1997年 「精靈寶可夢」系列發售。「てのひらピカチュウ」、「ピカチュウぬいぐるみ1/1」、「おしゃべりぬいぐるみピカチュウ」發售。

Tomica生產台數超過四億台
- 1998年 「ポラロイドポケット　シャオ」發售
- 1999年 「ファービー」發售。在全世界中受到大人氣的會說話的機器人。ゾイド「シールドライガー」、「ガチャポケマシン」、「マイメールポケットミメル」發售。
- 2000年 「ファービーベイビー」、「ドッグ・コム」、「MUTSU」（ムツ）、「超級TOMICA停車場21」、索斯機械獸「ブレードライガー」、「TVで遊ぼう僕はプラレール運転手」、「KISS－SITE」發售
- 2001年 「ビットチャーG」發售。極速充電45秒即可行走2分鐘的超小型R/C「セラエクセレント」、「ポケモン図鑑」、「スタイリッシュ・ミメル」、「たためるジム」、索斯機械獸「ライガーゼロ」、「TVホッケー」發售
- 2002年 「マイクロペット」、「緊急発進マグナムパトレーラー」、迪士尼「ファンファンタイム」、「おうちでプリクラ」、「スーパーサウンドライトセーバー」、「のほほん族」發售
- 2003年 電視遊樂器「NARUTO－ナルトー激闘忍者大戦！2」、「ゆびのりピピ」、「高速道路にぎやかドライブ」、「データキャリアポケモン」、「全国アナウンスステーション」發售
- 2004年 電視遊樂器「NARUTO－ナルトー激闘忍者大戦！3」・「NARUTO－ナルトー最強忍者大結集2」、「トミカ峠やまみちドライブ」、「エアロアールシー」、「ミメルショットムービー」發售
- 2005年 電視遊樂器「NARUTO－ナルトー激闘忍者大戦！4」・「NARUTO－ナルトー最強忍者大結集3」 、「たのしい自動車工場」、「脳内エステIQサプリDX」、「ポケモン図鑑ぜんこく版」發售
- 2008年 金属对决 战斗陀螺 發售
- 2017年 多美發售首個「搔癢腳心」的玩具：TOMY Tickle Me Feet(英文版官網：https://web.archive.org/web/20180402230242/http://uk.tomy.com/products/tomy-tickle-me-feet)
- 2019年 爆丸星域爭霸發售

## 主要商品
- Plarail
- 多美小汽車
- TOMYTEC
- 索斯機械獸系列
- 變形金剛系列
- スーパーレール
- Eldran系列
- 宇宙大作戦チョコベーダー
- 電光快車俠系列
- 美少女遊撃隊バトルスキッパー
- バトルソード闘剣士
- 小枝家家
- TXR-002
- 金属对决 战斗陀螺
- 爆旋陀螺 擊爆戰魂
- 绍罗Q
- 星光系列
  - 星光少女
- 爆丸5星域爭霸
- 多美卡超級救援DRIVE HEAD機動救急警察
- 新幹線變形機器人
- 女孩×戰士系列
- 魔卡派對
- 爆旋陀螺X

## 玩具模型化商品
- GIANT ROBO
- 史奴比
- 恐龍系列
- サーキットの狼
- ひらけ!ポンキッキ
- 科学冒險隊
- 傳說巨神伊迪安
- 森の陽気な小人たちベルフィーとリルビット
- 聖戰士丹拜因
- SF新世紀レンズマン銀河勇士
- 假面忍者赤影
- 小松君（第2作）
- 平成天才バカボン
- ジャンケンマン怪獣大決戦
- Eldran系列
- 丸出だめ夫
- 幽遊白書
- 魔法騎士
- 愛天使傳說
- 怪盗聖少女
- -忍空-
- 爆走兄弟
- 熱鬥小馬
- 麥哈GoGoGo（第2作）
- 寶可夢系列 （Pokémon）
- 羅德斯島戰記-英雄騎士傳-
- 櫻桃子劇場-可吉可吉
- 頭文字D
- 霹靂酷樂貓
- 戀愛占卜師
- 辣妹當家
- 魔法咪路咪路
- 丸少爺
- 通靈王
- 星際大戰2
- 阿爾卑斯山的少女
- ポストペット
- 流星洛克人

## 遊戲化商品
- 草莓100%
- 武器種族傳說
- 火影忍者
- 忍空
- 幽遊白書
- 怪盜St. Tail
- アメリカ横断ウルトラクイズ
- 家庭教師HITMAN REBORN!
- 棒球大聯盟

## 外部連結
- 官方网站
- 多美的X（前Twitter）
- YouTube上的多美頻道
- TAKARATOMY GROUP （页面存档备份，存于）
- 株式会社トミーテック （页面存档备份，存于）
- 株式会社タカラトミーアイビス （页面存档备份，存于）
- 多美 （简体中文）